# Reserva radioecológica estatal de Polesia
La Reserva Radioecológica Estatal de Polesia (en bielorruso: Палескі дзяржаўны радыяцыйна-экалагічны запаведнік, transl.: Paleski dziaržaŭny radyjatsyjna-ekalahičny zapawednik; en ruso: Полесский государственный радиационно-экологический заповедник, transl.: Polesskiy gosudarstvenniy radiatsionno-ekologicheskiy zapovednik) es una reserva natural radioecológica establecida en el territorio de Bielorrusia afectado por el accidente de Chernóbil. 
Está al sur de la provincia de Gómel adyacente con la zona de alienación en la frontera con Ucrania.

## Historia
En 1986 se produjo una explosión en la Central Nuclear Nº IV. Dos años después, la contaminación radiactiva cubría una importante extensión. Tras sellar un perímetro de 1.313 km², se creó una reserva natural que sirve en la actualidad para el estudio de los efectos que dejó la contaminación para el medioambiente.
Hasta el 18 de julio de 1988, residían 22.000 habitantes que tuvieron que ser evacuados.
En 1993 se sumaron 849 km² siendo la reserva más grande a nivel nacional y uno de los más extensos de Europa.

## Geografía

### Localización
La reserva está situada en el sur de la provincia de Gómel en la frontera con la zona de exclusión, en Ucrania. Se extiende por los raiones de Brahín, Khoiniki y Narowla.
Parte del tramo del río Prípiat discurre a lo largo desde el noroeste de Narowla, a 36 km de Mózyr. En cuanto a la franja del sur se encuentra la línea férrea Cherníhiv-Ovruch a su paso por Kaporanka, Kalyban y Pasudawa

### Asentamientos
El listado que aparece a continuación son las localidades que se encuentran en la reserva y que fueron afectadas por el accidente nuclear. El censo corresponde a 1959
| Localidad          | Raión    | Censo (1959) |
| ------------------ | -------- | ------------ |
| Aravichy           | Khoiniki | 923          |
| Babchyn            | Khoiniki | 839          |
| Bahushy            | Brahin   | 599          |
| Buda               | Khoiniki | 267          |
| Champkoŭ           | Khoiniki | 138          |
| Dzernavichy        | Narowla  | 1.016        |
| Haroshkaŭ          | Khoiniki | 191          |
| Kalyban            | Brahin   | 977          |
| Kaporanka          | Brahin   | 317          |
| Kazhushki          | Khoiniki | 869          |
| Lomachy            | Khoiniki | 177          |
| Novakukhnaŭshchyna | Khoiniki | 135          |
| Novy Pakroŭsk      | Khoiniki | 176          |
| Pasudawa           | Brahin   | 642          |
| Pirki              | Brahin   | 552          |
| Rudija             | Khoiniki | 245          |

## Flora y fauna
La reserva es el hábitat natural de diversas especies en peligro de extinción, la cual parece recuperarse a causa de la ausencia de la población humana. Entre las especies animales se encuentran: osos, visones europeos, caballos de Przewalski, águilas reales y pigargos. En el lugar se encuentra también la mayor población de tortugas de escudo africanas.
Según los administradores del terreno, hay listados siete reptiles, once anfibios, cuarenta y seis mamíferos, 213 aves y veinticinco especies piscícolas. Setenta de ellas se encuentran en la Lista Roja de la UICN y del Gobierno Bielorruso.  
Hay 1.251 especies de plantas, dos tercios de la flora del país. Dieciocho de ellas aparecen registradas en la Lista Roja.

## Administración
La sede administrativa de la UICN se encuentra en Khoiniki donde trabajan 700 empleados con un presupuesto anual de 4 millones de dólares.
Sus actividades consisten en:
- Realizar mediciones y prevenir que el material radiactivo sobrepase los límites de la reserva
- Prevención de incendios forestales
- Monitorizar la radiación[6]
- Descontaminación del terreno
- Vigilar el paso de personas no autorizadas
- Plantación forestal y prevención de la erosión del aire y el agua